# Americo Severini
Americo Severini (Barbara, 11 maggio 1931 – Arcevia, 1º aprile 2020) è stato un ciclista su strada e ciclocrossista italiano.
È stato tre volte campione italiano di ciclocross e una volta vicecampione del mondo.

## Carriera
Sviluppò quasi tutta la sua carriera nell'ambito del ciclocross, per tre volte vinse la maglia tricolore di Campione d'Italia di ciclocross negli anni 1956, 1961 e 1963 e con ben cinque secondi posti, nel 1955, 1960, 1964, 1965 e 1966. In campo internazionale ottenne un secondo posto al Campionato del mondo 1956 e tre terzi posti nel 1955, 1959 e 1965. La sua carriera si intrecciò con quella del più famoso e titolato campione mondiale e italiano Renato Longo. 
Meno fortunata fu la sua carriera su strada, dove vinse solo corse tra i dilettanti.

## Palmarès

### Ciclocross
- 1954-1955

Grand Prix Martini (Parigi)
Ciclocross di Novi Ligure (Novi Ligure)
- 1956-1957

Campionati italiani
- 1957-1958

Grand Prix Martini (Parigi)
- 1961-1962

Campionati italiani
- 1963-1964

Campionati italiani

### Strada
- 1951 (Dilettanti)

Bologna-Raticosa

## Piazzamenti

### Competizioni mondiali
- Campionati del mondo di ciclocross

Saarbrucken 1955 - Open: 3º
Limoges 1958 - Open: 2º
Ginevra 1959 - Open: 3º
Hannover 1961 - Open: 6º
Calais 1963 - Open: 4º
Overboelare 1964 - Open: 6º
Cavaria con Premezzo 1965 - Open: 3º
Beasain 1966 - Open: 6º